# John Mogg, Baron Mogg
John Frederick Mogg, Baron Mogg, KCMG (* 5. Oktober 1943 in Birmingham) ist ein britischer Verwaltungsbeamter, Manager und Politiker, der seit 2008 als Life Peer Mitglied des House of Lords ist.

## Leben

### Verwaltungsbeamter und Generaldirektor der Europäischen Kommission
Nach dem Schulbesuch und einem Studium war Mogg zwischen 1965 und 1974 Mitarbeiter von Rediffusion Ltd sowie im Anschluss Vertreter des Büros für fairen Handel (Office of Fair Trading), einer durch das Fair Trading Act 1973 eingerichteten Nichtregierungsbehörde zur Förderung von Verbraucherschutz und Wettbewerbsrecht.
1976 wechselte Mogg als Verwaltungsbeamter in den Regierungsdienst und war zunächst bis 1979 Mitarbeiter im Handelsministerium sowie im Anschluss von 1979 bis 1982 Erster Sekretär der Ständigen Vertretung bei der Europäischen Gemeinschaft. Nach Beendigung diese Tätigkeit begann er 1982 seine Tätigkeit im Ministerium für Handel und Industrie und war dort erst Assistenzsekretär der Abteilung für Mineralien und Metalle sowie von 1985 bis 1986 Leitender Privatsekretär des Staatsministers. Daraufhin fungierte er von 1986 bis 1987 als Unterstaatssekretär und Leiter der Abteilung für Europapolitik sowie zuletzt zwischen 1987 und 1989 als Unterstaatssekretär und Leiter der Abteilung für den Markt von Industriematerialien im Handels- und Industrieministerium.
Nach einer darauf folgenden Tätigkeit als stellvertretender Leiter des Europasekretariats im Kabinettsamt (Cabinet Office) wechselte Mogg 1990 zur Europäischen Kommission und war dort erst stellvertretender Generaldirektor der Generaldirektion für Industrie und Binnenmarkt, ehe er zwischen 1993 und 2002 Leiter der Generaldirektion für den Binnenmarkt war.

### Energiemanager und Oberhausmitglied
Nach Beendigung seiner Tätigkeit bei der Europäischen Kommission wurde er 2003 Mitglied der Verwaltung für Gas- und Elektrizitätsmärkte (Office of Gas and Electricity Markets) und ist seit 2003 Vorsitzender des Verwaltungsrates dieser Behörde. Daneben war Mogg, der 2003 als Knight Commander des Order of St. Michael and St. George geadelt wurde und fortan den Namenszusatz „Sir“ führte, von 2005 bis 2011 Vorsitzender der Europäischen Regulationsgruppe für Elektrizität und Gas, Präsident des Rates der Europäischen Energieregulatoren sowie Vorsitzender des Regulationsgremiums der Agentur für die Kooperation der Energieregulatoren.
Außerdem engagiert sich Mogg, der zwischen 2006 und 2010 Gastprofessor an der Universität Parma war, seit 2006 als Vorsitzender des Verwaltungsrates der University of Brighton.
Durch ein Letters Patent vom 28. Mai 2008 wurde John Mogg als Baron Mogg, of Queen’s Park in the County of East Sussex, zum Life Peer erhoben. Kurz darauf erfolgte am 3. Juni 2008 seine Einführung als Mitglied des House of Lords. Im Oberhaus gehört er zur Fraktion der Crossbencher.
Seit 2010 ist Lord Mogg auch Vorsitzender der Internationalen Konföderation der Energieregulatoren und fungiert darüber hinaus als Sonderberater des Präsidenten des europäischen Harmonisierungsamtes für den Binnenmarkt sowie als Trustee des Brighton Philharmonic Orchestra.